# Powiat Schwäbisch Hall
Powiat Schwäbisch Hall (niem. Landkreis Schwäbisch Hall) – powiat w Niemczech, w  kraju związkowym Badenia-Wirtembergia, w rejencji Stuttgart, w regionie Heilbronn-Franken. Stolicą powiatu jest miasto Schwäbisch Hall.

## Podział administracyjny
W skład powiatu Schwäbisch Hall wchodzi:
- dziewięć gmin miejskich (Stadt)
- 21 gmin wiejskich (Gemeinde)
- trzy wspólnoty administracyjne (Vereinbarte Verwaltungsgemeinschaft)
- sześć związków gmin (Gemeindeverwaltungsverband)

Miasta:
| Lp. | Nazwa miasta           | Ludność (31.12.2010) | Powierzchnia km² |
| --- | ---------------------- | -------------------- | ---------------- |
| 1   | Crailsheim             | 33021                | 109,08           |
| 2   | Gaildorf               | 12332                | 62,56            |
| 3   | Gerabronn              | 4277                 | 40,38            |
| 4   | Ilshofen               | 6220                 | 54,90            |
| 5   | Kirchberg an der Jagst | 4295                 | 40,93            |
| 6   | Langenburg             | 1775                 | 31,40            |
| 7   | Schrozberg             | 5889                 | 105,21           |
| 8   | Schwäbisch Hall        | 37137                | 104,23           |
| 9   | Vellberg               | 4224                 | 31,89            |

Gminy wiejskie:
| Lp. | Nazwa gminy            | Ludność (31.12.2010) | Powierzchnia km² |
| --- | ---------------------- | -------------------- | ---------------- |
| 1   | Blaufelden             | 5196                 | 90,18            |
| 2   | Braunsbach             | 2330                 | 52,85            |
| 3   | Bühlertann             | 3049                 | 23,59            |
| 4   | Bühlerzell             | 2100                 | 49,32            |
| 5   | Fichtenau              | 4514                 | 31,28            |
| 6   | Fichtenberg            | 2821                 | 24,19            |
| 7   | Frankenhardt           | 4664                 | 69,87            |
| 8   | Kreßberg               | 3788                 | 48,46            |
| 9   | Mainhardt              | 5709                 | 58,69            |
| 10  | Michelbach an der Bilz | 3375                 | 17,69            |
| 11  | Michelfeld             | 3698                 | 35,22            |
| 12  | Oberrot                | 3680                 | 37,92            |
| 13  | Obersontheim           | 4736                 | 54,82            |
| 14  | Rosengarten            | 5082                 | 31,02            |
| 15  | Rot am See             | 5234                 | 74,81            |
| 16  | Satteldorf             | 5196                 | 46,21            |
| 17  | Stimpfach              | 2944                 | 33,35            |
| 18  | Sulzbach-Laufen        | 2506                 | 43,96            |
| 19  | Untermünkheim          | 3004                 | 27,14            |
| 20  | Wallhausen             | 3591                 | 25,47            |
| 21  | Wolpertshausen         | 2033                 | 27,42            |

Wspólnoty administracyjne:
| Lp. | Nazwa wspólnoty administracyjnej | Ludność (31.12.2010) | Powierzchnia km² | Liczba gmin |
| --- | -------------------------------- | -------------------- | ---------------- | ----------- |
| 1   | Crailsheim                       | 45825                | 258,51           | 4           |
| 2   | Gerabronn                        | 6052                 | 71,78            | 2           |
| 3   | Schwäbisch Hall                  | 49292                | 188,17           | 4           |

Związki gmin:
| Lp. | Nazwa związku gmin       | Ludność (31.12.2010) | Powierzchnia km² | Liczba gmin |
| --- | ------------------------ | -------------------- | ---------------- | ----------- |
| 1   | Braunsbach-Untermünkheim | 5334                 | 79,99            | 2           |
| 2   | Brettach/Jagst           | 13120                | 141,21           | 3           |
| 3   | Fichtenau                | 8302                 | 79,74            | 2           |
| 4   | Ilshofen-Vellberg        | 12477                | 114,21           | 3           |
| 5   | Limpurger Land           | 21339                | 168,63           | 4           |
| 6   | Oberes Bühlertal         | 9885                 | 127,73           | 3           |